# ブレストフォース
ブレストフォースは、『戦え!超ロボット生命体 トランスフォーマーV』に登場する架空の部隊である。デストロンに所属している。

## 概要
『戦え!超ロボット生命体 トランスフォーマーV』におけるデストロンの主力部隊。初登場は第1話「宇宙の勇者スターセイバー」。ヘッドマスター、プリテンダーなどと同様に、トランスフォーマー種族内に発生した特殊な一族のひとつ。今作の破壊大帝デスザラスの軍団も複数存在するデストロン内の一派閥で、いわゆる一般からの叩き上げ的な存在として扱われている。
ブレストフォースは動物を模した頭部を持ち、胸部が分離して小型動物メカおよび武器になる「ブレストアニマル」となる。また武器として使った場合、胸部の装甲が薄くなるためそこが弱点となる。ブレストアニマルを分離変形させる際の掛け声は「ブレストアタック」、武器に変形させる際の掛け声は「ブレストチェンジ」。

## メンバー
出身はデスザラスはデスゾーン、レオザック以下の6人はいずれも惑星ジャールである。
破壊大帝デスザラス
声 - 青野武
本作におけるデストロンのリーダー。イーグルとタイガーのブレストを持ち、自身もドラゴン型ロボットに変形する。以下の詳細はデスザラスを参照。
攻撃副官レオザック
声 - 難波圭一
初登場は第2話「奇襲!ダイノキング」。デストロンのNo.2である攻撃副官。ボディカラーは青緑。次期リーダーの座を狙っており、かつてのスタースクリームを彷彿とさせるがスタースクリームとはリーダーを直接非難したりしない面などが異なる。ライオカイザーに合体するために合体要員になるブレストフォースを集めることに奔走し、ライオカイザーに合体できるようになると部下たちに対し根回しを行おうとするが、デスザラスに先手を打たれて脅されたため、リーダーの座を狙うのを半ば諦める。F-14トムキャットに変形する。レオキャノンに変形するライオンのブレストを所持している。また他のメンバー同様、槍と電磁ヌンチャクを使用する。ライオカイザーに合体する際には胸部に変形する。勇猛であるものの、感情家で興奮しやすい性格であるため、それが原因で作戦が失敗する事例も目立つ。
漫画版でも野心家としての一面があるが、それは自分がリーダーになって家族や仲間を幸せにしてやりたいという思いからくるものである。ライザックという妹がいる。
航空兵士ガイホーク
声 - 大塚芳忠
初登場は第18話「奪還!ガイホーク」。孤高な雰囲気を持つクールな完璧主義者であるエリートのブレストフォース。ボディカラーはマゼンタ。マイクロ星の刑務所に捕われていたが仲間のブレストフォースの協力により脱獄する。氷の刃を発射する「アイスニードル」という必殺技を持っており、玩具において設定された技が取り入れられた稀有な例。かつて、グレートショットとは親友であったが、サイバトロンに味方するグレートショットとはいずれ決着をつけようとするあまりに冷静さを失うこともある。MiG-29に変形する。ガイホークが所持しているタカのブレストはホークキャノンに変形させることが可能。ライオカイザーに合体する際には右腕に変形する。
スパイ兵士ヘルバット
声 - 塩屋翼
初登場は第10話「新兵士・ヘルバット」。嘘つきで、仲間さえ平気で裏切る。ボディカラーは藍色。レオザックから信用されていないが彼の野心を看破しており、クロスフォーマーと共に勝手に出撃したことを咎められた際にはレオザックの野望を叶えるためと言い訳して怒りの矛先を外れさせたり、レオザックの元に行かないようにと説得しようとするつもりだったデスコブラを殺した際には偶然その様子を見ていたホーリーたちに罪を擦りつけて事なきを得るなど、話術が巧みである。偵察任務も得意とし、「催眠睡眠冬眠、ヘルバット」と唱えながら催眠光線を放つ。ラファールに変形する（ただし、実際のラファールは搭載されているエンジンが2基であるが、ヘルバットが変形する飛行機に搭載されているエンジンは1基のみ）。ヘルバットが所持しているコウモリのブレストは、バットキャノンに変形するほかに相手のエネルギーを吸い取る能力がある。ライオカイザーに合体する際は左腕に変形する。
電脳兵士ジャルガー
声 - 掛川裕彦、里内信夫（10話）
初登場は第4話「合体!!マルチ戦隊」。真面目だが融通が利かず主体性に欠け、デスザラスの言葉のままに行動することもある。ボディカラーは黒。10点満点のテックスペックはオール8。マルチ戦隊や恐竜戦隊に対しては見下した言動を取ることが多い。ミサイルバギーに変形する。ジャガーキャノンに変形するジャガーのブレストを所持している。ライオカイザーに合体する際には腰部に変形する。
工作兵士キルバイソン
声 - 田中和実
初登場は第4話「合体!!マルチ戦隊」。破壊活動が好きな暴れ者の工作兵士。ボディカラーは黄土色。怪力の持ち主で、ゲパルト自走対空砲に変形する。キルバイソンが所持しているバッファローのブレストはバイソンキャノンに変形する。ライオカイザーに合体する際には右脚に変形する。
作戦兵士ドリルホーン
声 - 岸野幸正（4話）→佐藤浩之（6、10、12、14、16、29、35話）、平野正人（8、11、15、18-19、33、36話）
初登場は第4話「合体!!マルチ戦隊」。古参の作戦兵士で頑固者。デストロン一の守備力を持つ。ボディカラーは青紫。肩書き通り作戦の立案を担当するが、ヘルバットがブレストフォースに加わってからはその役割を取られることが多くなる。冷静な性格で、短気なレオザックたちを諫める役を強いられる場面も多い。また、デスザラスに直々に作戦について意見を求められても、上官であるレオザックを差し置くわけにはいかないと一度は断るなど、レオザックに対する忠誠心もある。ドリル戦車に変形する。地中からの奇襲攻撃が得意で、ホーンキャノンに変形するサイのブレストを所持している。ライオカイザーに合体する際には左脚に変形する。
重機動合体兵士ライオカイザー
声 - 難波圭一
初登場は第19話「合体!ライオカイザー」。レオザックら6体のブレストフォースが合体して誕生する重機動合体兵士で、構成員が負傷していると合体できないようである。スターセイバー、ゴッドジンライの2人を追い詰めるなど、かなりの実力を持っている。武器は槍とヌンチャクとトゲミサイル付き鉄輪とストライクミサイルガン。必殺技はいったん自爆したかのように見せかけ、分離して超スピードで襲いかかる「バトルエクスプロージョン」戦法。また、透明化する能力を持つ。戦闘力はロードシーザーより上だが、仲の悪さから発揮できないことが多い。
最終決戦でビクトリーレオにより要塞に吹き飛ばされたことにより、エネルギーを吸い取られ、宇宙の彼方へ飛ばされるが、後の『トランスフォーマーZ』の雑誌展開ではデスザラスとともに姿を見せる。

## 漫画版
初登場は第3話「レオザック大あばれ!」。本編と違い、ブレストフォース部隊は最初から6人揃っている。
第3話ではレオザックが単独で街を襲撃。駆け付けたスターセイバーを海に落とし、とどめのブレストアタックに入ろうとする。しかし慌てて出撃したため、ブレストを忘れ、そこをスターセイバーに攻められ撤退する。ソロンの評価はマイナス95点。
第6話「友情の星、ジャンとスターセイバー!」では夏風邪で休んでいるデスザラスに代わり、ライオカイザーに合体して出撃。エネルギーを盗み、スターセイバーとジャンと遭遇。スターセイバーを捕獲するが、6人の誰がとどめを刺すか口論となって取り逃がし、ファイヤーベースに変形したVスターとスターセイバーの一斉攻撃の前にエネルギーを置いて撤退する。
最終回「そうぜつ!ビクトリー大戦争」ではレオザックがデスザラスを裏切り、要塞からの破壊光線でスターセイバーもろとも攻撃。デスザラスを負傷させるも、デスザラスの砲撃とスターセイバーの一撃を受ける。手負いの身体で要塞都市への入り口を守るレオザックだったが、デスザラスに制止される。

## 玩具
玩具はいずれも新規造型であり、レオザック以下が「D-329~334」のナンバーを与えられて発売。単品販売の他にセット販売としてライオカイザーで「D-335」で1989年5月に発売された。開発担当は国弘高史。
レオザック、ジャルガー、キルバイソン、ドリルホーンは一部パーツを変更し1992年にEUにてレスキューフォースとして発売された。

### その他の玩具
トランスフォーマーガム
カバヤから発売。組み立て式の軟質プラ樹脂ミニプラモデル。シリーズ第13弾にラインナップ。3体ずつに分けられ、ライオカイザーに合体可能。
スーパーコレクションフィギュア トランスフォーマー ジェネレーション1
彩色済みコレクションフィギュア。ライオカイザーがACT-7「ビクトリー編」にラインナップ。